# Michail Ivanov (sciatore)
Michail Petrovič Ivanov (in russo Михаил Петрович Иванов?; Ostrov, 20 novembre 1977) è un ex fondista russo, campione olimpico nella 50 km a Salt Lake City 2002.

## Biografia
In Coppa del Mondo debuttò il 4 gennaio 1997 a Kavgolovo (40°), ottenne il primo podio il 14 marzo 1999 a Falun (3°) e la prima vittoria il 4 marzo 2000 a Lahti.
In carriera prese parte a un'edizione dei Giochi olimpici invernali, Salt Lake City 2002 (11° nella 15 km, 1° nella 50 km, 6° nella staffetta), e a cinque dei Campionati mondiali, vincendo una medaglia.

## Palmarès

### Olimpiadi
- 1 medaglia:
  - 1 oro (50 km a Salt Lake City 2002)

### Mondiali
- 1 medaglia:
  - 1 bronzo (30 km a Lahti 2001)

### Coppa del Mondo
- Miglior piazzamento in classifica generale: 15º nel 2000 e nel 2001
- 11 podi (4 individuali, 7 a squadre[1]):
  - 3 vittorie (2 individuali, 1 a squadre)
  - 3 secondi posti (2 individuali, 1 a squadre)
  - 5 terzi posti (a squadre)

#### Coppa del Mondo - vittorie
| Data          | Località | Nazione   | Spec.                                                               |
| ------------- | -------- | --------- | ------------------------------------------------------------------- |
| 4 marzo 2000  | Lahti    | Finlandia | 30 km TC MS                                                         |
| 17 marzo 2001 | Falun    | Svezia    | 15 km TC                                                            |
| 18 marzo 2001 | Falun    | Svezia    | 4x10 km (con Vitalij Denisov, Nikolaj Bol'šakov e Vladimir Vilisov) |

Legenda:

TC = tecnica classica

MS = partenza in linea